# Toshirō Tashiro
Toshirō Tashiro (jap. 田代俊郎 Tashiro Toshirō; ur. 16 czerwca 1942) – japoński zapaśnik walczący w stylu klasycznym. Olimpijczyk z Meksyku 1968, gdzie odpadł w eliminacjach w kategorii 78 kg.